# المنترب
المنترب واحة تقع على طرف صحراء الربع الخالي في ولاية بدية التابعة لسلطنة عمان. يقام بها سباق هجن سنويا بمناسبة العيد. وتروي مزارعها أفلاج. وبها حصن شهير (حصن المنترب).